# Nymphidium plinthobaphis
Nymphidium plinthobaphis är en fjärilsart som beskrevs av Hans Ferdinand Emil Julius Stichel 1910. Nymphidium plinthobaphis ingår i släktet Nymphidium och familjen Riodinidae. Inga underarter finns listade i Catalogue of Life.